# Naattuq Island
Naattuq Island är en ö i Kanada.   Den ligger i territoriet Nunavut, i den nordöstra delen av landet, 2 900 km norr om huvudstaden Ottawa. Arean är 4,8 kvadratkilometer.
Terrängen på Naattuq Island är platt. Öns högsta punkt är 52 meter över havet. Den sträcker sig 3,2 kilometer i nord-sydlig riktning, och 3,1 kilometer i öst-västlig riktning.
Trakten runt Naattuq Island består i huvudsak av gräsmarker. Trakten runt Naattuq Island är nära nog obefolkad, med mindre än två invånare per kvadratkilometer.